# Stilbula carolinensis
Stilbula carolinensis is een vliesvleugelig insect uit de familie Eucharitidae. De wetenschappelijke naam is voor het eerst geldig gepubliceerd in 1958 door Watanabe.